# 처녀자리 키 b
처녀자리 키 b 또는 HD 110014 b는 처녀자리 방향에 있는 K형 주계열성 주위를 돌고 있는 외계 행성 후보이다. J. R. de Medeiros 연구진은 2000년 부터 2007년 까지 8년에 걸쳐 어머니 항성 처녀자리 키의 시선 속도를 관측, 행성이 존재한다는 결론을 내놓았다. 관측에는 칠레 소재 라 실라 천문대의 망원경이 이용되었다. 처녀자리 키 b는 진화가 어느 정도 진행된 중간 정도 질량의 거성 주위에서 발견되었으며 공전 주기는 긴 편이다. 시선 속도로부터 측정한 b의 최소 질량은 목성의 11.09배이다.
이 행성의 모항성은 태양보다 약 153배 밝은 거성이며 b 자체도 매우 무거워서 내부열이 크다는 점을 감안하면, 수다르스키의 외계 행성 겉모습 분류에서 '맑은 대기형'에 들어갈 것이다.

## 같이 보기
- 처녀자리 70 b
- HD 16760